# Trượt tuyết băng đồng tại Thế vận hội Mùa đông 2018 - Nước rút đồng đội nam
Nội dung Nước rút tự do đồng đội nam của môn trượt tuyết băng đồng tại Thế vận hội Mùa đông 2018 diễn ra vào ngày 21 tháng 2 năm 2018 tại Alpensia Cross-Country Centre ở Pyeongchang, Hàn Quốc. Nội dung bao gồm 6 vòng đua, mỗi vòng dài 1,4 km lần lượt giữa hai vận động viên trong một đội.

## Kết quả
Q — lọt vào vòng sau
LL — người bị loại nhưng vẫn được vào vòng sau
PF — phân định thứ hạng bằng hình ảnh chụp tại đích

### Bán kết
| Hạng | Lượt thi | Số áo | Quốc gia                     | Vận động viên                                 | Thời gian | Ghi chú |
| ---- | -------- | ----- | ---------------------------- | --------------------------------------------- | --------- | ------- |
| 1    | 1        | 15    | Vận động viên Olympic từ Nga | Denis Spitsov Aleksandr Bolshunov             | 15:58.84  | Q       |
| 2    | 1        | 16    | Thụy Điển                    | Marcus Hellner Calle Halfvarsson              | 15:58.99  | Q       |
| 3    | 1        | 19    | Đức                          | Sebastian Eisenlauer Thomas Bing              | 16:00.55  | LL      |
| 4    | 1        | 18    | Phần Lan                     | Martti Jylhä Ristomatti Hakola                | 16:01.41  | LL      |
| 5    | 1        | 20    | Cộng hòa Séc                 | Martin Jakš Aleš Razým                        | 16:08.78  | LL      |
| 6    | 1        | 17    | Anh Quốc                     | Andrew Musgrave Andrew Young                  | 16:30.62  |         |
| 7    | 1        | 21    | Belarus                      | Michail Semenov Yury Astapenka                | 16:32.31  |         |
| 8    | 1        | 22    | Áo                           | Bernhard Tritscher Dominik Baldauf            | 16:43.69  |         |
| 9    | 1        | 24    | România                      | Paul Constantin Pepene Alin Florin Cioancă    | 16:52.38  |         |
| 10   | 1        | 25    | Tây Ban Nha                  | Imanol Rojo Martí Vigo del Arco               | 16:59.83  |         |
| 11   | 1        | 26    | Slovenia                     | Miha Šimenc Janez Lampič                      | 17:24.79  |         |
| 12   | 1        | 28    | Litva                        | Mantas Strolia Modestas Vaičiulis             | 17:41.73  |         |
| 13   | 1        | 27    | Hàn Quốc                     | Kim Magnus Kim Eun-ho                         | 17:56.71  |         |
| 14   | 1        | 23    | Thổ Nhĩ Kỳ                   | Ömer Ayçiçek Hamza Dursun                     | 18:45.78  |         |
| 1    | 2        | 1     | Na Uy                        | Martin Johnsrud Sundby Johannes Høsflot Klæbo | 16:03.97  | Q       |
| 2    | 2        | 4     | Pháp                         | Maurice Manificat Richard Jouve               | 16:04.45  | Q       |
| 3    | 2        | 6     | Hoa Kỳ                       | Erik Bjornsen Simi Hamilton                   | 16:04.69  | LL      |
| 4    | 2        | 3     | Ý                            | Dietmar Nöckler Federico Pellegrino           | 16:07.19  | LL      |
| 5    | 2        | 7     | Canada                       | Len Väljas Alex Harvey                        | 16:07.24  | LL      |
| 6    | 2        | 2     | Thụy Sĩ                      | Roman Furger Dario Cologna                    | 16:10.52  |         |
| 7    | 2        | 10    | Ba Lan                       | Dominik Bury Maciej Staręga                   | 16:21.83  |         |
| 8    | 2        | 5     | Kazakhstan                   | Denis Volotka Alexey Poltoranin               | 16:30.10  |         |
| 9    | 2        | 8     | Estonia                      | Marko Kilp Karel Tammjärv                     | 16:30.30  |         |
| 10   | 2        | 11    | Ukraina                      | Andrii Orlyk Oleksii Krasovskyi               | 17:32.50  |         |
| 11   | 2        | 12    | Slovakia                     | Peter Mlynár Andrej Segeč                     | 17:34.12  |         |
| 12   | 2        | 9     | Bulgaria                     | Yordan Chuchuganov Veselin Tzinzov            | 17:38.26  |         |
| 13   | 2        | 13    | Úc                           | Callum Watson Phillip Bellingham              | 17:38.36  |         |
| 14   | 2        | 14    | Trung Quốc                   | Wang Qiang Sun Qinghai                        | 18:11.95  |         |

### Chung kết
Chung kết diễn ra lúc 19:30.
| Hạng | Số áo | Quốc gia                     | Vận động viên                                 | Thời gian | Kém    |
| ---- | ----- | ---------------------------- | --------------------------------------------- | --------- | ------ |
| 1    | 1     | Na Uy                        | Martin Johnsrud Sundby Johannes Høsflot Klæbo | 15:56.26  | —      |
| 2    | 15    | Vận động viên Olympic từ Nga | Denis Spitsov Aleksandr Bolshunov             | 15:57.97  | +1.71  |
| 3    | 4     | Pháp                         | Maurice Manificat Richard Jouve               | 15:58.28  | +2.02  |
| 4    | 16    | Thụy Điển                    | Marcus Hellner Calle Halfvarsson              | 15:59.33  | +3.07  |
| 5    | 3     | Ý                            | Dietmar Nöckler Federico Pellegrino           | 16:14.81  | +18.55 |
| 6    | 6     | Hoa Kỳ                       | Erik Bjornsen Simi Hamilton                   | 16:16.98  | +20.72 |
| 7    | 20    | Cộng hòa Séc                 | Martin Jakš Aleš Razým                        | 16:24.83  | +28.57 |
| 8    | 7     | Canada                       | Len Väljas Alex Harvey                        | 16:31.86  | +35.60 |
| 9    | 18    | Phần Lan                     | Martti Jylhä Ristomatti Hakola                | 16:32.30  | +36.04 |
| 10   | 19    | Đức                          | Sebastian Eisenlauer Thomas Bing              | 16:42.20  | +45.94 |